# Осово (Крупський район)
О́сово (біл. вёска Восава) — село в складі Крупського району Мінської області, Білорусь. Село підпорядковане Бобрській сільській раді, розташоване в східній частині області.
- «Гарады і вёскі Беларусі: Энцыклапедыя ў 15 тамах» Т.8, кн. 1. Мінская вобласьць. Рэдкалегія: Т. У. Бялова (дырэктар) і інш. — Мн.: БелЭн, 2010. — 736 с.: іл. ISBN 978-985-11-0302-3. (біл.)
- «Гарады і вёскі Беларусі: Энцыклапедыя ў 15 тамах» Т.8, кн. 2. Мінская вобласьць. Рэдкалегія: Т. У. Бялова (дырэктар) і інш. — Мн.: БелЭн, 2011. — 464 с.: іл. ISBN 978-985-11-0554-6. (біл.)
- «Гарады і вёскі Беларусі: Энцыклапедыя ў 15 тамах» Т.8, кн. 3. Мінская вобласьць. Рэдкалегія: Т. У. Бялова (дырэктар) і інш. — Мн.: БелЭн, 2012. — 624 с.: іл. ISBN 978-985-11-0636-9. (біл.)